# První obnovené reálné gymnázium
PORG („První obnovené reálné gymnázium“) provozuje čtyři školská zařízení: v Praze v Libni (PORG Libeň), v Praze v Krči (Nový PORG), v Ostravě (PORG Ostrava a PORG international school) a v Brně (PORG Brno). V Praze a v Ostravě provozuje osmiletá gymnázia, v Krči, v Ostravě a v Brně pětileté základní školy a v Ostravě i mateřskou školu a mezinárodní základní školu. Zvažována byla i lokalita v Plzni.

## Historie
PORG přijal své první studenty 1. září 1990 jako první nestátní škola po roce 1948. Zakladatelem PORGu byl Ondřej Šteffl, který tuto školu vedl do roku 1995. První léta byla ve znamení experimentů, nových metod a nových forem jak vyučování, tak ve vedení školy samotné. Od roku 1998 do roku 2014 byl ředitelem školy syn bývalého českého prezidenta Václav Klaus ml. V září 2008 otevřel PORG novou pobočku – Nový PORG – základní škola a gymnázium v ulici Pod Krčským lesem v Praze 4.
Dne 16. ledna 2014 s účinností od 17. ledna 2014 ředitel Václav Klaus ml. rezignoval na svou funkci a ředitelkou se stala PaedDr. Dagmar Dluhošová.

## Hodnocení studentů
Od začátku roku 2017/2018 se dělí školní rok na dvě pololetí (před tím gymnázia používala trimestry). Pedagogové na gymnáziích využívají škálu známek – bodovou stupnici od 1 do 10, přičemž známka 1 je nejhorší (5-) a známka 10 je nejlepší (1*).[zdroj?] Rovněž se hodnotí přístup k výuce: A-D, F (A je nejlepší, F nejhorší).[zdroj?] Kritéria pro hodnocení přístupu mají být aktivita v hodině, četnost včasného odevzdání domácích úkolů, ale i způsob vedení sešitů či zájem o reprezentaci školy a mimoškolní aktivity související s daným předmětem. Základní školy hodnotí od pololetí třetího ročníku na klasické stupnici 1-5.

## Další aktivity školy
Škola má svůj parlament, robotický klub RUR5996, šachový klub, školní časopis, internetovou televizi studentů, divadelní a filmový klub, knihovnu a čajovnu a několik sportovních klubů. Škola pořádá řadu přednášek včetně Science café.[zdroj?]

## Sponzorský dar
PORG získal v červnu 2007 dar ve výši sto milionů korun. Deset milionů obdržel přímo PORG v Libni a za zbývajících devadesát milionů se postavila nová pobočka na Praze 4 – dvojjazyčné gymnázium a základní škola Nový PORG.
Dárcem byl generální ředitel energetické firmy ČEZ Martin Roman. Nesystémové přidělení vysokého daru od ředitele polostátní firmy, jejímž příjemcem byla firma syna prezidenta, byla kritizována řadou osobností i sdružení (mj. Transparency International). Bratr tehdejšího ředitele školy Jan Klaus je ve společnosti ČEZ zaměstnán na vyšší manažerské pozici.

## Partnerské školy
PORG Libeň má mnoho partnerských škol pro dlouhodobé studijní pobyty sextánů:[zdroj?]
- Osseo High School, Wisconsin – USA
- The Priory Academy LSST, Lincoln – Anglie
- George Heriot School, Edinburgh – Skotsko
- Gymnasium Annaberg – SRN
- Gilman School, Baltimore – USA
- Lycée St. Victor, Valence – Francie
- Lycée Gerbert, Aurillac – Francie
- Breck School, Minneapolis – USA

## Učební plány
PORG Libeň je klasické české gymnázium. Nový PORG a PORG Ostrava kombinují požadavky českého rámcového vzdělávacího programu s mezinárodními programy a studium je možné zakončit mezinárodní maturitou (IB). Ta otvírá dveře na prestižní zahraniční univerzity. Je bodovaná a maximem je zisk 45 bodů. Celosvětový průměr všech účastníků bývá obvykle mezi 29 a 30 body. Maximální počet získává něco přes 200 studentů. Průměr studentů Nového PORGu se obvykle pohybuje kolem 36 bodů.

## Nový PORG
Dne 1. září 2008 byla otevřena nová pobočka PORGu, dvojjazyčná škola nesoucí název Nový PORG se sídlem v Praze 4 – Krči, v ulici Pod Krčským lesem 25. Nový PORG se dělí na první stupeň základní školy a osmileté gymnázium. Na základní škole se děti vedle klasických předmětů již od první třídy učí anglický jazyk s rodilým mluvčím. Další předmětem v anglickém jazyce je workshop. Na gymnáziu je více předmětů v angličtině, zejména pak věda (anglicky science), zeměpis (anglicky geography), informační technologie (anglicky IT), Historie nebo estetická výchova.[zdroj?] Výuka angličtiny (nebo předmětu v angličtině) probíhá až na několik výjimek s rodilým mluvčím. Studenti jsou připravování ke složení IB maturity, která platí mezinárodně. Škola nabízí velkou škálu volitelných předmětů i zájmových činností. Studenti a žáci mohou využívat k práci knihovnu a IB studenti mají k dispozici jednu studovnu.
Na Novém PORGu byl také založen tým NP Racing, soutěžící v soutěži STEM racing organizované Formulí 1.
Dne 1. července 2014 byl odvolán z funkce dosavadní ředitel Martin Metelka, na jeho místo nastoupil bývalý ředitel gymnázia Jana Nerudy Juraj Liška.

## PORG Ostrava
1. září 2011 byla otevřena další škola nesoucí název PORG, která se nachází v Ostravě-Vítkovicích. Jedná se o první stupeň základní školy a osmileté gymnázium, koncepčně podobné Novému PORGu. V roce 2018 se ostravský kampus rozrostl o mateřskou školku a šestitřídní základní školu, která vyučuje v anglickém jazyce.

## Možnosti uplatnění
PORG pro své studenty nabízí průběžné poradenství a komplexní pomoc při podávání přihlášek na vysoké školy do zahraničí, především do Velké Británie a USA. Poradenství se týká všech aspektů přijímacího řízení a není nijak omezeno preferovaným oborem či zájmy. Za posledních pět let co program probíhá má téměř 100% úspěšnost na nejlepší světové školy. V posledních letech byla více než polovina studentů, kteří směřují do zahraničí, přijata na univerzity zařazené do TOP 50 v rámci celého světa.[zdroj?] Pro srovnání; česká Univerzita Karlova je na cca 250. místě. Další bývalí studenti studují na mnoha prestižních školách v zahraničí. Mezi absolventky PORGu patří i sestry Barbora a Sára Davidovy, které studují na Stanford University.